# Левин, Исаак Осипович
Исаа́к О́сипович Ле́вин (20 января 1876, Динабург, Витебская губерния — 1943, точная дата и место гибели неизвестны) — российский общественный деятель, историк, публицист, журналист, доктор философии Гейдельбергского университета, один из организаторов Отечественного объединения русских евреев за границей.

## Биография
Обозреватель газеты «Русские ведомости» (с 1906 года), журнала «Русская мысль».
С 1918 года живёт в Германии, затем во Франции. Сотрудник газеты «Руль», «Русские записки», историко-литературного журнала «На чужой стороне». Автор книги «Эмиграция Французской революции», напечатанной издательством «Слово» в Берлине в 1923 году. Один из организаторов и деятельный член «Отечественного объединения русских евреев за границей».
Жил в Париже с начала 1930-х годов, сотрудничал с журналом «Отечественные записки», печатался во французской периодике («Le Monde slave», «Asie française», «Cahiers juifs», «Affaires étrangères», «Economiste français», «La grande revue»). Выступал с докладами в Берлине, в том числе об антисемитизме Третьего рейха. На французском языке в 1937 году отдельной книгой вышел его обзор «La Mongolie historique, géographique, politique» (Монголия историческая, географическая, политическая).
Во время оккупации Франции в период Второй мировой войны в начале 1943 года был арестован и заключён в транзитный лагерь «Дранси». Последнее сообщение от него об отправке из Дранси было получено 1 марта 1943 года. Где и как погиб — неизвестно.

## Сочинения
- Эмиграция французской революции. Часть первая. Берлин: Слово, 1923.
- Россия и евреи. Сборник. Под редакцией И. М. Бикермана. Берлин: Основа, 1924 (репринтные переиздания — Париж: YMCA-press, 1978 и Москва: АЗЪ, 2007).
- «Монголия: история, география, политика» (J. Lévine «La Mongolie historique, géographique, politique» Париж: Payot, 1937.)[6]